# Клинкхамер, Говерт
Говерт Клинкхамер (нидерл. Govert Klinkhamer; 31 августа 1702, Амстердам — 11 августа 1774, там же) — нидерландский поэт.
Сын богатого торговца шёлком, принадлежал к церкви меннонитов.
Автор эпической поэмы «Посол Креста, или Жизнь апостола Петра» (нидерл. De Kruisgezant, Of het Leeven van den Apostel Petrus; 1725), нескольких сборников стихотворений на библейские темы.
Помимо оригинальных сочинений, перевёл на нидерландский язык трагедию Вольтера «Заира» и его же поэму «Генриада».